# Hulk (calciatore)
Hulk, pseudonimo di Givanildo Vieira de Souza (Campina Grande, 25 luglio 1986), è un calciatore brasiliano, attaccante dell'Atlético Mineiro.
Il suo soprannome è dovuto alla somiglianza con l'attore Lou Ferrigno, il quale interpretò il personaggio di Hulk nell'omonima serie televisiva.

## Caratteristiche tecniche
È un attaccante molto forte fisicamente, dotato di uno scatto veloce e di un tiro forte e preciso, con il quale è capace di segnare anche dalla lunga distanza. Il suo piede forte è il sinistro, seppur anche il destro sia ben prestante. Il suo approccio offensivo è incentrato principalmente sulla forza fisica, ma è anche capace di usare un gioco più tecnico quando si presenta la necessità.
È un finalizzatore prolifico, tanto da raggiungere frequentemente un numero di gol a doppia cifra nel corso di una stagione. È un ottimo rigorista (ha messo a segno oltre cento gol dal dischetto) e può adoperare il suo potente mancino anche per segnare con i calci di punizione: oltre ad essere un buon marcatore è anche un discreto uomo-assist.

## Carriera

### Club

#### Vitória e Kawasaki Frontale
Inizia la sua avventura tra i professionisti nell'Esporte Clube Vitória di Salvador. Nel 2005 viene acquistato dai giapponesi del Kawasaki Frontale, con cui disputa 12 partite segnando tre reti durante la stagione 2005-2006: in campionato segna un gol permettendo alla sua squadra di battere il Júbilo Iwata per 2-1, mentre in Coppa dell'Imperatore è autore di una doppietta decisiva nel 3-2 allo Yokohama F. Marinos.

#### Consadole Sapporo e Tokyo Verdy
La sua carriera in Giappone prosegue nella seconda divisione con il Consadole Sapporo: il primo gol lo segna contro il Sagan Tosu, decisivo nell'1-0 finale, e riesce a segnare una rete anche contro l'Ehime FC e il Mito HollyHock, una doppietta nel 2-0 al Vegalta Sendai, al Thespakusatsu Gunma ed al Tokyo Verdy (nel 4-0 finale), ed un poker allo Shonan Bellmare, nel 6-1 finale. Passa poi al Tokyo Verdy, classificandosi come capocannoniere del campionato 2007 con 37 gol, segnando una doppietta in occasione di quattro vittorie e due pareggi della sua squadra, oltre che una tripletta in occasione di tre vittorie, contribuendo così in modo decisivo al secondo posto in classifica e alla promozione in prima divisione. L'anno successivo, in massima serie, Hulk segna un gol nella vittoria contro lo Yokohama F. Marinos per 3-2, un'altra rete nella vittoria per 3-1 contro il Consadole Sapporo, un'altra nella vittoria per 3-0 ai danni del JEF United Chiba ed una doppietta  nel 4-1 contro lo Shimizu S-Pulse.

#### Porto
Nel 2008 viene acquistato dai portoghesi del Porto per circa dieci milioni di euro; esordisce con la nuova maglia il 16 agosto 2008, nella partita di Primeira Liga persa per 0-2 contro lo Sporting Lisbona. Vince il campionato portoghese segnando il primo gol nella vittoria per 2-0 contro il Belenenses, una rete nella vittoria per 4-2 contro l'Estrela, un'altra nel 4-1 al Leixões ed una doppietta nella vittoria contro il CD Nacional; trionfa con la sua squadra anche nella Coppa del Portogallo dove Hulk segna un solo gol, nel quarto turno contro lo Sporting Lisbona.
Nel 2009 segna le sue prime reti in Champions League: prima arriva la decisiva doppietta nella vittoria per 2-1 contro l'APOEL e poi un gol nel 3-0 del Porto all'Atletico Madrid. Vince l'edizione 2009-2010 della Coppa del Portogallo, segnando due reti nella vittoria per 4-0 contro il Sertanense e fornendo l'assist per il secondo gol della sua squadra, realizzato da Radamel Falcao, nella finale vinta per 2-1 contro il Chaves. Durante le qualificazioni per l'Europa League, Hulk segna una tripletta nel 4-2 del Porto al Genk e, ottenuta la qualificazione per il torneo continentale, segna una doppietta nel 3-1 al Beşiktaş, un gol nel 2-1 al CSKA Mosca e un'altra rete nel 5-2 allo Spartak Mosca, contribuendo così al trionfo della sua squadra nella finale di Dublino contro lo Sporting Braga.
L’annata 2010-2011 si dimostra essere una delle migliori in maglia biancazzurra: vince la Primeira Liga con cinque giornate d'anticipo, trascinando i Dragoes da capocannoniere e segnando una rete sia contro l'Olhanense che contro il Portimonense (entrambe le partite si sono concluse 2-0), il gol decisivo nell'1-0 al Vitória Setúbal, e una doppietta in ben cinque partite, a Rio Ave (2-0), União Leiria (5-1), Benfica (5-0), Naval (3-1) e CD National (3-0). Vince la sua terza Coppa del Portogallo, segnando una doppietta nei quarti di finale, nel 2-0 al Pinhalnovense, ed una rete anche nella finale contro il Vitória Guimarães, terminata 6-2.
Il 23 novembre 2011 segna il suo ultimo gol in Champions League, nella vittoria per 2-0 contro lo Shakhtar Donetsk. Hulk conquista per la terza volta la vittoria del campionato portoghese, l'edizione 2011-2012, siglando doppiette nel 3-1 al Gil Vicente, nel 3-2 contro il Braga e nel 3-0 al Beira-Mar, ma anche allo Sporting Lisbona ed al Marítimo (partite conclusesi entrambe sul 2-0).

#### Zenit
Il 3 settembre 2012 viene acquistato a titolo definitivo dallo Zenit per una cifra di circa 55 milioni di euro che verrà pagata in tre anni. Esordisce con la maglia numero 29 nella partita persa 2-0 in casa contro il Terek Grozny. Il primo gol con la maglia russa lo trova alla seconda presenza in campionato, nel pareggio per 2-2 in casa del KS Samara. Esordisce con la nuova maglia in Champions League il 18 settembre 2012 nella gara persa 3-0 in casa del Malaga. Nella giornata successiva segna il primo gol in Europa con la maglia russa e regala anche il primo assist nella sconfitta casalinga per 3-2 contro il Milan. Nonostante ciò, la sua squadra non riesce ad arrivare agli ottavi di Champions League, giungendo terza nel girone. Viene quindi declassata in Europa League dove ai sedicesimi incontra il Liverpool: Hulk va a segno sia all'andata, nella vittoria per 2-0 in casa, che al ritorno, nella sconfitta indolore per 3-1 ad Anfield Road. Il 25 settembre 2012 esordisce nella coppa nazionale russa nella vittoria per 2-1 in casa del Baltika, dove regala anche un assist. Conclude la prima stagione in Russia con 30 presenze, 11 gol e 7 assist.
Ad inizio stagione cambia il suo numero di maglia, passando dal 29 al 7. Per via della Confederations Cup non riesce a giocare con continuità le prime partite della stagione. Trova i primi minuti nella seconda giornata di campionato, per poi stare fermo un'altra partita, nella sconfitta in trasferta per 2-1 sul campo del Rubin Kazan. È autore di parecchi gol ed assist mettendo a segno, fra l'altro, 4 doppiette, concludendo il campionato con un bottino di 17 gol stagionali. In Champions League va a segno alla prima giornata nella sconfitta per 3-1 in casa dell'Atletico Madrid. Nel girone c'è anche la sua ex squadra, il Porto. Contro quest'ultima regala un assist al compagno Kerzakov per l'1-0 finale e al ritorno segna il gol del definitivo 1-1. Va a segno anche agli ottavi di finale contro il Borussia Dortmund in entrambe le gare: all'andata nella sconfitta casalinga per 4-2 e al ritorno nella vittoria per 2-1 al Signal Iduna Park.
Inizia la sua terza stagione andando in gol nelle prime due giornate di campionato nelle partite Arsenal Tula-Zenit, finita 0-4, e Zenit-Torpedo Mosca, finita 8-1, dove segna una doppietta e in entrambe regala un assist. Il 19 settembre 2014 va in gol nella prima giornata di Champions League nella vittoria per 2-0 in trasferta contro il Benfica. Il 5 aprile 2015, con una doppietta, decide il big match contro il CSKA Mosca nella vittoria per 2-1. Con 45 presenze, 21 gol e 15 assist, dà un grande contributo alla vittoria dello Zenit nel campionato, fra l'altro il primo trofeo conquistato da Hulk con la squadra russa.
Inizia la nuova stagione con la vittoria della Supercoppa russa ai danni della Lokomotiv Mosca ai calci di rigore, dopo che i tempi supplementari e quelli regolamentari si sono conclusi sull'1-1. Il primo gol stagionale lo trova alla prima giornata di campionato, nella vittoria casalinga per 2-1 contro la Dinamo Mosca, dove regala anche un assist. Nella prima giornata del girone di Champions League contribuisce con una doppietta alla vittoria in Spagna contro il Valencia. Nella prima parte di stagione è un'autentica bandiera della squadra con 11 gol e 18 assist, concludendo poi l'annata vincendo la Coppa di Russia e con il terzo posto in campionato. A fine anno il bottino di Hulk è di 17 gol e 20 assist in Prem'er-Liga.

#### Shanghai SIPG
Il 30 giugno 2016 viene ufficializzato il suo passaggio allo Shanghai SIPG per circa 55 milioni di euro a partire dal 1º luglio dello stesso anno, diventando così l'acquisto più costoso della Chinese Super League. Tuttavia un altro record gli appartiene: avendo firmato un contratto di 22 milioni di dollari l'anno (19,5 milioni di euro), diventa il calciatore più pagato al mondo assieme a Messi e Ronaldo.
Nell'edizione 2017 del campionato cinese segna 17 reti, la prima nella giornata di esordio, nella vittoria della sua squadra sul CC Yatai per 5-1; segna poi un gol nel 3-0 al Guizhou, un'altra rete nel 5-1 ai danni del Beijing Guoan ed una doppietta in ben tre occasioni: nel 4-1 al Liaoning Hongyun, nel 6-1 allo Shanghai Shenhua e nella vittoria per 4-2 all'Henan Jianye. Segna 9 gol nell'AFC Champions League, il primo nell'1-0 al Seoul FC, poi sigla una rete nel 5-1 al Western Sydney e trasforma un rigore nella vittoria per 2-1 contro il Jiangsu FC. Nell'andata dei quarti Hulk segna una rete contro il Guangzhou nel 4-0 finale e si ripete con un altro gol nella partita di ritorno persa per 5-1, conclusasi ai tiri dal dischetto (dove mette anche a segno il primo) con la vittoria dello Shanghai SIPG per 5-4. In semifinale contro l'Urawa Reds segna un gol nella partita d'andata, nel pareggio per 1-1, ma la sua squadra perde per 1-0 la partita di ritorno.
Hulk vince poi la Super League nel 2018, segnando un gol in tre partite consecutive: il primo nella goleada per 8-0 contro il Dalian Yifang, poi nel 2-0 allo Shanghai Shenhua e infine nella vittoria per 5-2 sul Guangzhou City. Segna poi una doppietta nella vittoria per 4-2 sullo Shandong Luneng e l'ultima rete contro il Guangzhou in una partita molto combattuta, conclusasi con il risultato di 5-4 in favore dello Shanghai SIPG.
Dopo 4 anni e mezzo dal suo arrivo in Cina, il 29 gennaio 2021, lascia lo Shanghai Haigang, chiudendo l'esperienza orientale con 144 presenze e 77 gol che gli sono valsi la vittoria di un titolo nazionale e di una Supercoppa.

#### Atlético Mineiro
Nello stesso giorno in cui lascia il campionato cinese, viene annunciato il suo ritorno in Brasile all'Atlético Mineiro, con il quale trova l'accordo fino al 31 dicembre 2022. Vince da protagonista il campionato brasiliano con 19 gol: il primo lo segna nella gara d'esordio, nella sconfitta della sua squadra per 2-1 contro il Fortaleza, e il secondo nella partita successiva, vinta per 1-0 contro lo Sport Racife. Segna inoltre una doppietta nella vittoria contro il Corinthians (2-1), e poi contro Bahia (3-0), Ceará (3-1), Juventude (2-0) e Fluminense (2-1). Con la squadra bianconera vince pure la Coppa del Brasile dove segna otto reti, l'ultima delle quali nella finale in cui l'Atlético Mineiro si impone per 2-1 contro l'Athletico Paranaense, il 16 dicembre 2021. Vince anche la Supercoppa del Brasile contro il Flamengo, segnando la rete del definitivo 2-2: la partita si conclude poi ai rigori per 8-7, ed Hulk è il primo a segnare dal dischetto.
Nel marzo 2022 rinnova il suo contratto con il club brasiliano fino a dicembre 2024. Il 6 agosto 2023, a 37 anni, segna un gol su punizione dalla notevole distanza di 40 metri contro il San Paolo nella vittoria per 2-0 della sua squadra.

### Nazionale
Hulk viene convocato per la prima volta in nazionale nell'ottobre 2009: debutta con la Seleção il 14 novembre successivo, giocando nell'incontro Brasile-Inghilterra (finito 1-0 per i verdeoro). Non convocato per i Mondiali 2010 e per la Copa América 2011, le sue prestazioni con il Porto gli permettono di ritornare nel giro della nazionale, ma tutti i suoi gol con la maglia del Brasile vengono segnati solo in partite amichevoli. Il 26 maggio 2012, alla decima presenza, segna le sue prime reti realizzando una doppietta nell'amichevole contro la Danimarca vinta per 3-1.
Nel 2012 viene convocato per prendere parte alle Olimpiadi di Londra: il 20 luglio gioca per la prima volta con la nazionale olimpica, in una gara amichevole contro la selezione del Regno Unito. Vince la medaglia d'argento: i verdeoro superano la fase a gironi con una giornata di anticipo, grazie alle vittorie contro Egitto e Bielorussia, i quarti di finale contro l'Honduras in rimonta (con assist di Hulk per Leandro Damião in occasione della prima rete brasiliana), le semifinali contro la Corea del Sud, ma vengono battuti dal Messico per 2-1 nella finale, in cui Hulk realizza l'unico suo gol nel torneo al 91'.
Il 12 ottobre torna a giocare con la nazionale maggiore, segnando un gol nella partita vinta 6-0 contro l'Iraq. Nel maggio 2013 viene convocato da Scolari per la Confederations Cup casalinga: nel corso del torneo Hulk non segna nessuna rete, ma il 30 giugno conquista il primo trofeo con la nazionale dopo la vittoria sulla Spagna, fornendo un assist al compagno di squadra Fred in occasione del definitivo 3-0.
Convocato per la Coppa del mondo 2014, Hulk non riesce neanche stavolta a segnare alcuna rete. Il 12 luglio 2014 conclude il Mondiale perdendo anche il terzo posto, poiché il Brasile viene battuto per 3-0 dai Paesi Bassi.
Viene convocato per la Copa América Centenario negli Stati Uniti.
Nell'agosto 2021 viene riconvocato dopo un'assenza di cinque anni. Il 10 settembre seguente torna a disputare una partita con la nazionale, giocando gli ultimi sei minuti della sfida vinta per 2-0 contro il Perù valevole per le qualificazioni al campionato del mondo del 2022.

## Statistiche

### Presenze e reti nei club
Statistiche aggiornate all' 8 dicembre 2024.
| Stagione                 | Squadra                  | Campionato               | Campionato | Campionato | Coppe nazionali | Coppe nazionali | Coppe nazionali | Coppe continentali | Coppe continentali | Coppe continentali | Altre coppe | Altre coppe | Altre coppe | Totale | Totale |
| Stagione                 | Squadra                  | Comp                     | Pres       | Reti       | Comp            | Pres            | Reti            | Comp               | Pres               | Reti               | Comp        | Pres        | Reti        | Pres   | Reti   |
| ------------------------ | ------------------------ | ------------------------ | ---------- | ---------- | --------------- | --------------- | --------------- | ------------------ | ------------------ | ------------------ | ----------- | ----------- | ----------- | ------ | ------ |
| 2004                     | Vitória                  | A                        | 2          | 0          | -               | -               | -               | -                  | -                  | -                  | -           | -           | -           | 2      | 0      |
| 2005                     | Kawasaki Frontale        | J1                       | 9          | 1          | CG+YN           | 2+1             | 2+0             | -                  | -                  | -                  |             | -           | -           | 12     | 3      |
| 2006                     | Consadole Sapporo        | J2                       | 38         | 25         | CG+YN           | 3+0             | 1               | -                  | -                  | -                  |             | -           | -           | 41     | 26     |
| 2007                     | Tokyo Verdy              | J2                       | 42         | 37         | CG+YN           | 0               | 0               | -                  | -                  | -                  |             | -           | -           | 42     | 37     |
| 2008                     | Kawasaki Frontale        | J1                       | 2          | 0          | CG              | 0               | 0               | -                  | -                  | -                  | -           | -           | -           | 2      | 0      |
| Totale Kawasaki Frontale | Totale Kawasaki Frontale | Totale Kawasaki Frontale | 11         | 1          |                 | 3               | 2               |                    | -                  | -                  |             | -           | -           | 14     | 3      |
| 2008                     | Tokyo Verdy              | J1                       | 11         | 7          | CG+YN           | 0+3             | 1               | -                  | -                  | -                  |             | -           | -           | 14     | 8      |
| Totale Tokyo Verdy       | Totale Tokyo Verdy       | Totale Tokyo Verdy       | 53         | 44         |                 | 3               | 1               |                    | -                  | -                  |             | -           | -           | 56     | 45     |
| 2008-2009                | Porto                    | PL                       | 25         | 8          | CP+CdL          | 7+1             | 1+0             | UCL                | 10                 | 0                  | SP          | 1           | 0           | 44     | 9      |
| 2009-2010                | Porto                    | PL                       | 19         | 5          | CP+CdL          | 3+0             | 2               | UCL                | 8                  | 3                  | SP          | 1           | 0           | 31     | 10     |
| 2010-2011                | Porto                    | PL                       | 26         | 23         | CP+CdL          | 7+3             | 4+1             | UEL                | 16                 | 8                  | SP          | 1           | 0           | 53     | 36     |
| 2011-2012                | Porto                    | PL                       | 26         | 16         | CP+CdL          | 1+2             | 0+1             | UCL+UEL            | 6+2                | 4+0                | SP+SU       | 1+1         | 0           | 39     | 21     |
| ago. 2012                | Porto                    | PL                       | 3          | 2          | CP+CdL          | -               | -               | UCL                | -                  | -                  | SP          | 0           | 0           | 3      | 2      |
| Totale Porto             | Totale Porto             | Totale Porto             | 99         | 54         |                 | 24              | 9               |                    | 42                 | 15                 |             | 5           | 0           | 170    | 78     |
| ago. 2012-2013           | Zenit                    | PL                       | 18         | 7          | KR              | 3               | 1               | UCL+UEL            | 5+4                | 1+2                | SR          | -           | -           | 30     | 11     |
| 2013-2014                | Zenit                    | PL                       | 24         | 17         | KR              | 0               | 0               | UCL                | 10                 | 5                  | SR          | 0           | 0           | 34     | 22     |
| 2014-2015                | Zenit                    | PL                       | 28         | 15         | KR              | 2               | 0               | UCL+UEL            | 10+5               | 3+3                | -           | -           | -           | 45     | 21     |
| 2015-2016                | Zenit                    | PL                       | 27         | 17         | KR              | 4               | 2               | UCL                | 7                  | 4                  | SR          | 1           | 0           | 39     | 23     |
| Totale Zenit             | Totale Zenit             | Totale Zenit             | 97         | 56         |                 | 9               | 3               |                    | 41                 | 18                 |             | 1           | 0           | 148    | 77     |
| 2016                     | Shanghai SIPG            | CSL                      | 7          | 5          | CC              | -               | -               | ACL                | 1                  | 0                  | -           | -           | -           | 8      | 5      |
| 2017                     | Shanghai SIPG            | CSL                      | 27         | 17         | CC              | 6               | 4               | ACL                | 11                 | 9                  | -           | -           | -           | 44     | 30     |
| 2018                     | Shanghai SIPG            | CSL                      | 25         | 13         | CC              | 2               | 1               | ACL                | 8                  | 3                  | -           | -           | -           | 35     | 17     |
| 2019                     | Shanghai SIPG            | CSL                      | 25         | 10         | CC              | 3               | 1               | ACL                | 8                  | 6                  | SC          | 1           | 0           | 37     | 17     |
| 2020                     | Shanghai SIPG            | CSL                      | 10+6       | 5+1        | CC              | 1               | 0               | ACL                | 4                  | 2                  | -           | -           | -           | 21     | 8      |
| Totale Shangai SIPG      | Totale Shangai SIPG      | Totale Shangai SIPG      | 94+6       | 50+1       |                 | 12              | 6               |                    | 32                 | 20                 |             | 1           | 0           | 145    | 77     |
| 2021                     | Atlético Mineiro         | M1/MG+A                  | 11+35      | 2+19       | CB              | 10              | 8               | CL                 | 12                 | 7                  | -           | -           | -           | 68     | 36     |
| 2022                     | Atlético Mineiro         | M1/MG+A                  | 8+25       | 10+12      | CB              | 2               | 1               | CL                 | 10                 | 5                  | SB          | 1           | 1           | 46     | 29     |
| 2023                     | Atlético Mineiro         | M1/MG+A                  | 11+34      | 11+15      | CB              | 4               | 1               | CL                 | 10                 | 3                  | -           | -           | -           | 59     | 30     |
| 2024                     | Atlético Mineiro         | M1/MG+A                  | 24+10      | 10+7       | CB              | 8               | 1               | CL                 | 11                 | 1                  | -           | -           | -           | 53     | 19     |
| Totale Atlético Mineiro  | Totale Atlético Mineiro  | Totale Atlético Mineiro  | 54+104     | 33+53      |                 | 24              | 11              |                    | 43                 | 16                 |             | 1           | 1           | 226    | 114    |
| Totale carriera          | Totale carriera          | Totale carriera          | 558        | 317        |                 | 78              | 33              |                    | 158                | 69                 |             | 8           | 1           | 802    | 420    |

### Presenze e reti in nazionale
| Cronologia completa delle presenze e delle reti in nazionale ― Brasile | Cronologia completa delle presenze e delle reti in nazionale ― Brasile | Cronologia completa delle presenze e delle reti in nazionale ― Brasile | Cronologia completa delle presenze e delle reti in nazionale ― Brasile | Cronologia completa delle presenze e delle reti in nazionale ― Brasile | Cronologia completa delle presenze e delle reti in nazionale ― Brasile | Cronologia completa delle presenze e delle reti in nazionale ― Brasile | Cronologia completa delle presenze e delle reti in nazionale ― Brasile |
| Data                                                                   | Città                                                                  | In casa                                                                | Risultato                                                              | Ospiti                                                                 | Competizione                                                           | Reti                                                                   | Note                                                                   |
| ---------------------------------------------------------------------- | ---------------------------------------------------------------------- | ---------------------------------------------------------------------- | ---------------------------------------------------------------------- | ---------------------------------------------------------------------- | ---------------------------------------------------------------------- | ---------------------------------------------------------------------- | ---------------------------------------------------------------------- |
| 14-11-2009                                                             | Doha                                                                   | Brasile                                                                | 1 – 0                                                                  | Inghilterra                                                            | Amichevole                                                             | -                                                                      |                                                                        |
| 17-11-2009                                                             | Mascate                                                                | Oman                                                                   | 0 – 2                                                                  | Brasile                                                                | Amichevole                                                             | -                                                                      |                                                                        |
| 9-2-2011                                                               | Saint-Denis                                                            | Francia                                                                | 1 – 0                                                                  | Brasile                                                                | Amichevole                                                             | -                                                                      |                                                                        |
| 5-9-2011                                                               | Londra                                                                 | Brasile                                                                | 1 – 0                                                                  | Ghana                                                                  | Amichevole                                                             | -                                                                      |                                                                        |
| 8-10-2011                                                              | San José                                                               | Costa Rica                                                             | 0 – 1                                                                  | Brasile                                                                | Amichevole                                                             | -                                                                      |                                                                        |
| 12-10-2011                                                             | Torreón                                                                | Messico                                                                | 1 – 2                                                                  | Brasile                                                                | Amichevole                                                             | -                                                                      |                                                                        |
| 10-11-2011                                                             | Libreville                                                             | Gabon                                                                  | 0 – 2                                                                  | Brasile                                                                | Amichevole                                                             | -                                                                      |                                                                        |
| 14-11-2011                                                             | Ar Rayyan                                                              | Egitto                                                                 | 0 – 2                                                                  | Brasile                                                                | Amichevole                                                             | -                                                                      |                                                                        |
| 28-2-2012                                                              | San Gallo                                                              | Brasile                                                                | 2 – 1                                                                  | Bosnia ed Erzegovina                                                   | Amichevole                                                             | -                                                                      |                                                                        |
| 26-5-2012                                                              | Amburgo                                                                | Danimarca                                                              | 1 – 3                                                                  | Brasile                                                                | Amichevole                                                             | 2                                                                      |                                                                        |
| 30-5-2012                                                              | East Rutherford                                                        | Stati Uniti                                                            | 1 – 4                                                                  | Brasile                                                                | Amichevole                                                             | -                                                                      |                                                                        |
| 3-6-2012                                                               | Arlington                                                              | Brasile                                                                | 0 – 2                                                                  | Messico                                                                | Amichevole                                                             | -                                                                      |                                                                        |
| 9-6-2012                                                               | East Rutherford                                                        | Argentina                                                              | 4 – 3                                                                  | Brasile                                                                | Amichevole                                                             | 1                                                                      |                                                                        |
| 15-8-2012                                                              | Solna                                                                  | Svezia                                                                 | 0 – 3                                                                  | Brasile                                                                | Amichevole                                                             | -                                                                      |                                                                        |
| 7-9-2012                                                               | San Paolo                                                              | Brasile                                                                | 1 – 0                                                                  | Sudafrica                                                              | Amichevole                                                             | 1                                                                      |                                                                        |
| 10-9-2012                                                              | Recife                                                                 | Brasile                                                                | 8 – 0                                                                  | Cina                                                                   | Amichevole                                                             | 1                                                                      |                                                                        |
| 11-10-2012                                                             | Malmö                                                                  | Brasile                                                                | 6 – 0                                                                  | Iraq                                                                   | Amichevole                                                             | 1                                                                      |                                                                        |
| 16-10-2012                                                             | Breslavia                                                              | Brasile                                                                | 4 – 0                                                                  | Giappone                                                               | Amichevole                                                             | -                                                                      |                                                                        |
| 15-6-2013                                                              | Brasilia                                                               | Brasile                                                                | 3 – 0                                                                  | Giappone                                                               | Conf. Cup 2013 - 1º turno                                              | -                                                                      |                                                                        |
| 19-6-2013                                                              | Fortaleza                                                              | Brasile                                                                | 2 – 0                                                                  | Messico                                                                | Conf. Cup 2013 - 1º turno                                              | -                                                                      |                                                                        |
| 22-6-2013                                                              | Salvador                                                               | Italia                                                                 | 2 – 4                                                                  | Brasile                                                                | Conf. Cup 2013 - 1º turno                                              | -                                                                      |                                                                        |
| 26-6-2013                                                              | Belo Horizonte                                                         | Brasile                                                                | 2 – 1                                                                  | Uruguay                                                                | Conf. Cup 2013 - Semifinali                                            | -                                                                      |                                                                        |
| 30-6-2013                                                              | Rio de Janeiro                                                         | Brasile                                                                | 3 – 0                                                                  | Spagna                                                                 | Conf. Cup 2013 - Finale                                                | -                                                                      |                                                                        |
| 14-8-2013                                                              | Basilea                                                                | Svizzera                                                               | 1 – 0                                                                  | Brasile                                                                | Amichevole                                                             | -                                                                      |                                                                        |
| 12-10-2013                                                             | Seul                                                                   | Corea del Sud                                                          | 0 – 2                                                                  | Brasile                                                                | Amichevole                                                             | -                                                                      |                                                                        |
| 15-10-2013                                                             | Pechino                                                                | Brasile                                                                | 2 – 0                                                                  | Zambia                                                                 | Amichevole                                                             | -                                                                      |                                                                        |
| 17-11-2013                                                             | Miami                                                                  | Honduras                                                               | 0 – 5                                                                  | Brasile                                                                | Amichevole                                                             | 1                                                                      |                                                                        |
| 20-11-2013                                                             | Toronto                                                                | Brasile                                                                | 2 – 1                                                                  | Cile                                                                   | Amichevole                                                             | 1                                                                      |                                                                        |
| 5-3-2014                                                               | Johannesburg                                                           | Sudafrica                                                              | 0 – 5                                                                  | Brasile                                                                | Amichevole                                                             | -                                                                      |                                                                        |
| 3-6-2014                                                               | Goiânia                                                                | Brasile                                                                | 4 – 0                                                                  | Panama                                                                 | Amichevole                                                             | 1                                                                      |                                                                        |
| 6-6-2014                                                               | San Paolo                                                              | Brasile                                                                | 1 – 0                                                                  | Serbia                                                                 | Amichevole                                                             | -                                                                      |                                                                        |
| 12-6-2014                                                              | San Paolo                                                              | Brasile                                                                | 3 – 1                                                                  | Croazia                                                                | Mondiali 2014 - 1º turno                                               | -                                                                      |                                                                        |
| 23-6-2014                                                              | Brasilia                                                               | Camerun                                                                | 1 – 4                                                                  | Brasile                                                                | Mondiali 2014 - 1º turno                                               | -                                                                      |                                                                        |
| 28-6-2014                                                              | Belo Horizonte                                                         | Brasile                                                                | 1 – 1 dts (3 – 2 dtr)                                                  | Cile                                                                   | Mondiali 2014 - Ottavi di finale                                       | -                                                                      |                                                                        |
| 4-7-2014                                                               | Fortaleza                                                              | Brasile                                                                | 2 – 1                                                                  | Colombia                                                               | Mondiali 2014 - Quarti di finale                                       | -                                                                      |                                                                        |
| 8-7-2014                                                               | Belo Horizonte                                                         | Brasile                                                                | 1 – 7                                                                  | Germania                                                               | Mondiali 2014 - Semifinali                                             | -                                                                      |                                                                        |
| 12-7-2014                                                              | Brasilia                                                               | Brasile                                                                | 0 – 3                                                                  | Paesi Bassi                                                            | Mondiali 2014 - 3º posto                                               | -                                                                      | 73’                                                                    |
| 5-9-2015                                                               | Harrison                                                               | Brasile                                                                | 1 – 0                                                                  | Costa Rica                                                             | Amichevole                                                             | 1                                                                      | 67’                                                                    |
| 8-9-2015                                                               | Foxborough                                                             | Stati Uniti                                                            | 1 – 4                                                                  | Brasile                                                                | Amichevole                                                             | 1                                                                      | 46’                                                                    |
| 8-10-2015                                                              | Santiago del Cile                                                      | Cile                                                                   | 2 – 0                                                                  | Brasile                                                                | Qual. Mondiali 2018                                                    | -                                                                      | 77’                                                                    |
| 13-10-2015                                                             | Fortaleza                                                              | Brasile                                                                | 3 – 1                                                                  | Venezuela                                                              | Qual. Mondiali 2018                                                    | -                                                                      | 81’                                                                    |
| 29-3-2016                                                              | Asunción                                                               | Paraguay                                                               | 2 – 2                                                                  | Brasile                                                                | Qual. Mondiali 2018                                                    | -                                                                      | 46’                                                                    |
| 29-5-2016                                                              | Commerce City                                                          | Panama                                                                 | 0 – 2                                                                  | Brasile                                                                | Amichevole                                                             | -                                                                      | 46’                                                                    |
| 11-6-2016                                                              | Foxborough                                                             | Perù                                                                   | 1 – 0                                                                  | Brasile                                                                | Coppa America Centenario - 1º turno                                    | -                                                                      | 72’                                                                    |
| 10-9-2021                                                              | Recife                                                                 | Brasile                                                                | 2 – 0                                                                  | Perù                                                                   | Qual. Mondiali 2022                                                    | -                                                                      | 84’                                                                    |
| Totale                                                                 |                                                                        | Presenze                                                               | 49                                                                     |                                                                        | Reti                                                                   | 11                                                                     |                                                                        |

| Cronologia completa delle presenze e delle reti in nazionale ― Brasile olimpica | Cronologia completa delle presenze e delle reti in nazionale ― Brasile olimpica | Cronologia completa delle presenze e delle reti in nazionale ― Brasile olimpica | Cronologia completa delle presenze e delle reti in nazionale ― Brasile olimpica | Cronologia completa delle presenze e delle reti in nazionale ― Brasile olimpica | Cronologia completa delle presenze e delle reti in nazionale ― Brasile olimpica | Cronologia completa delle presenze e delle reti in nazionale ― Brasile olimpica | Cronologia completa delle presenze e delle reti in nazionale ― Brasile olimpica |
| Data                                                                            | Città                                                                           | In casa                                                                         | Risultato                                                                       | Ospiti                                                                          | Competizione                                                                    | Reti                                                                            | Note                                                                            |
| ------------------------------------------------------------------------------- | ------------------------------------------------------------------------------- | ------------------------------------------------------------------------------- | ------------------------------------------------------------------------------- | ------------------------------------------------------------------------------- | ------------------------------------------------------------------------------- | ------------------------------------------------------------------------------- | ------------------------------------------------------------------------------- |
| 20-7-2012                                                                       | Middlesbrough                                                                   | Regno Unito olimpica                                                            | 0 – 2                                                                           | Brasile olimpica                                                                | Amichevole                                                                      | -                                                                               |                                                                                 |
| 26-7-2012                                                                       | Cardiff                                                                         | Egitto olimpica                                                                 | 2 – 3                                                                           | Brasile olimpica                                                                | Olimpiadi 2012 - 1º turno                                                       | -                                                                               |                                                                                 |
| 29-7-2012                                                                       | Manchester                                                                      | Brasile olimpica                                                                | 3 – 1                                                                           | Bielorussia olimpica                                                            | Olimpiadi 2012 - 1º turno                                                       | -                                                                               |                                                                                 |
| 1-8-2012                                                                        | Newcastle                                                                       | Brasile olimpica                                                                | 3 – 0                                                                           | Nuova Zelanda olimpica                                                          | Olimpiadi 2012 - 1º turno                                                       | -                                                                               |                                                                                 |
| 4-8-2012                                                                        | Newcastle                                                                       | Brasile olimpica                                                                | 3 – 2                                                                           | Honduras olimpica                                                               | Olimpiadi 2012 - Quarti di finale                                               | -                                                                               |                                                                                 |
| 7-8-2012                                                                        | Manchester                                                                      | Corea del Sud olimpica                                                          | 0 – 3                                                                           | Brasile olimpica                                                                | Olimpiadi 2012 - Semifinali                                                     | -                                                                               |                                                                                 |
| 11-8-2012                                                                       | Londra                                                                          | Brasile olimpica                                                                | 1 – 2                                                                           | Messico olimpica                                                                | Olimpiadi 2012 - Finale                                                         | 1                                                                               |                                                                                 |
| Totale                                                                          |                                                                                 | Presenze                                                                        | 7                                                                               |                                                                                 | Reti                                                                            | 1                                                                               |                                                                                 |

## Palmarès

### Club

#### Competizioni statali
- Campionato mineiro: 5

Atlético Mineiro: 2021, 2022, 2023, 2024, 2025

#### Competizioni nazionali
- Campionato portoghese: 3

Porto: 2008-2009, 2010-2011, 2011-2012
- Coppa del Portogallo: 3

Porto: 2008-2009, 2009-2010, 2010-2011
- Supercoppa di Portogallo: 3

Porto: 2009, 2010, 2011
- Campionato russo: 1

Zenit San Pietroburgo: 2014-2015
- Supercoppa di Russia: 1

Zenit San Pietroburgo: 2015
- Coppa di Russia: 1

Zenit San Pietroburgo: 2015-2016
- Campionato cinese: 1

Shanghai SIPG: 2018
- Supercoppa di Cina: 1

Shanghai SIPG: 2019
- Campionato brasiliano: 1

Atlético Mineiro: 2021
- Coppa del Brasile: 1

Atlético Mineiro: 2021
- Supercoppa del Brasile: 1

Atlético Mineiro: 2022

#### Competizioni internazionali
- UEFA Europa League: 1

Porto: 2010-2011

### Nazionale
- Argento olimpico: 1

Londra 2012
- Confederations Cup: 1

Brasile 2013

### Individuale
- Capocannoniere del Campionato portoghese: 1

2010-2011 (23 gol)
- Calciatore portoghese dell'anno: 2

2011, 2012
- Capocannoniere del Campionato russo: 1

2014-2015 (15 gol)
- Calciatore russo dell'anno: 1

2015
- Capocannoniere del Campionato brasiliano: 1

2021 (19 gol)
- Capocannoniere della Coppa del Brasile: 1

2021 (8 gol)
- Miglior giocatore della Supercoppa del Brasile: 1

2022
- Capocannoniere del Campionato Mineiro: 3

2022 (10 gol), 2023 (11 gol), 2025 (7 gol)
- Miglior giocatore del Campionato Mineiro: 1

2023